# Réquisition judiciaire
La réquisition judiciaire en droit français est un mécanisme prévu par le code de procédure pénale (articles 60-1 et 60-2, 77-1-1, 77-1-2, 99-3, 99-4, etc.) permettant aux officiers et agents  de police judiciaire, procureurs et juges d'instruction d'obtenir communication de documents ou d'informations spécifiques, de la part d'une personne, d'un organisme, d'un établissement ou d'une administration.
Le fait de ne pas répondre dans les plus brefs délais à une réquisition judiciaire est passible d'une amende.